# Alva Noto
Alva Noto, właśc. Carsten Nicolai (ur. 1965 w Karl-Marx-Stadt) – wykonawca muzyki elektronicznej i artysta wizualny, współzałożyciel (wraz z Frankiem Bretschneiderem i Olafem Benderem) wytwórni Raster Noton, członek grupy Signal (wraz z Frankiem „Komet” Bretschneiderem oraz Olafem „Byetone” Benderem) i grupy Cyclo (wraz z Ryoji Ikeda).
Najpierw studiował architekturę i projektowanie krajobrazu, interesując się teoretycznymi właściwościami dźwięku i przestrzeni. Osiedlając się w Berlinie na początku lat 90., Nicolai założył eksperymentalną wytwórnię muzyczną Noton, która w 1996 roku przekształciła się w wytwórnię Raster-Noton.
W 2009 roku Nicolai współpracował z kompozytorem Michaelem Nymanem przy operze, która została wystawiona w Berlinie: Sparkie Sparkie: Cage and Beyond.
Alva Noto występował m.in. w Muzeum Guggenheima w Nowym Jorku, w Tate Modern w Londynie czy na Biennale w Wenecji.

## Dyskografia

### Albumy
- 2000: Alva Noto – Prototypes (Mille Plateaux)
- 2001–2006: Alva Noto – cycle Transall:
  - 2001: Transform (Mille Plateaux)
  - 2005: Transrapid (Raster-Noton)
  - 2005: Transvision (Raster-Noton)
  - 2006: Transspray (Raster-Noton)
- 2006: Alva Noto – For (Line)
- 2007: Alva Noto – Xerrox Vol.1 (Raster-Noton)
- 2007: Aleph-1 – Aleph-1 (iDeal Recordings)
- 2008: Alva Noto – Unitxt (Raster-Noton)
- 2009: Alva Noto – Xerrox Vol.2
- 2011: Alva Noto – Univrs
- 2011: Alva Noto – Univrs (special edition)
- 2015: Alva Noto – Xerrox Vol.3

### Współpraca
- Z Scanner:
  - 2001 : Alva Noto + Scanner – Uniform (SFMOMA)
- Z Ryūichi Sakamoto:
  - 2002: Alva Noto + Ryuichi Sakamoto – Vrioon (Raster-Noton)
  - 2005: Alva Noto + Ryuichi Sakamoto – Insen (Raster-Noton)
  - 2006: Alva Noto + Ryuichi Sakamoto – Revep (Raster-Noton)
  - 2006: Alva Noto + Ryuichi Sakamoto – Insen Live (Raster-Noton)
  - 2008: Alva Noto + Ryuichi Sakamoto & Ensemble Modern – Utp (Raster-Noton)
  - 2011: Alva Noto + Ryuichi Sakamoto - Summvs (Raster-Noton)
- Z Opiate, pod wspólnym pseudonimem Opto:
  - 2001: Opto Files (Raster-Noton)
  - 2004: Opto: 2nd (HOBBY INDUSTRIES)
- Z Zeitkratzer:
  - 2008: Zeitkratzer + Carsten Nicolai – "Electronics"" (Zeitkratzer Records)